# Варвинська 2-га сотня
Друговарвинська сотня — адміністративно-територіальна та військова одиниця на сході Прилуцького полку Гетьманщини в 17-18 століття. Охоплювала території нинішнього мітечка Варва та його околиць у бік Лохвиці.

## Історія

Розташування Друговарвинської сотні на мапі Прилуцького полку станом на 1781 рік.

Виникла восени 1648 року. За Зборівським реєстром у жовтні 1649 включена до Прилуцького полку у складі 100 козаків. Існувала в періоди з 1648 по 1658, з 1672 по 1676, згодом з 1760 по 1782.
Територія ліквідованої Варвинської сотні увійшла до складу Лохвицького повіту Чернігівського намісництва. Сотенний центр: містечко Варва, нині — районний центр Чернігівської області).

## Населені пункти
- Васьківці,
- Никонівка,
- Гурбинці,
- Гриціївка,
- Дейманівка,
- Савинці,
- Олексинці,
- Харитонівка,
- Горобіївка,
- Гнатівка
- та 15 хуторів

## Старшина

### СОТНИКИ
Федько Андрійович (1649). Андріїв Іван (1672). Тарновський Іван Данилович (1760—1769). Троцина Фадій Микитович (1772). Магіровський Яків (1773—1781).

### ОТАМАНИ
Лозовий Гапон, Леонів Йосип (1772—1773), Ковган Юхим (1773—1781).

### ПИСАРІ
Грудницький Захар (1774—1781).

### ОСАВУЛИ
Лозовий Василь (1775.17.11-1781).

### ХОРУНЖІ
Лозовий Василь (1774—1775), Яременко Данило (?-1777-?), Лісовий Данило (1779—1781).